# Lago Leones
El lago Leones es un cuerpo de agua superficial léntico perteneciente a la cuenca del río Baker y está ubicado en la Región de Aysén.

## Ubicación y descripción
Es alimentado por los deshielos del campo de hielos patagónico norte y su emisario es el río Leones. Su espejo de agua cubre un área de 22 km².: 561 

## Población, economía y ecología
SERNATUR lo describe como:: 34 
Lago de origen glaciar ubicado en el limite este del Campo de Hielo Norte. Recibe sus aguas del ventisquero Leones que es un punto de acceso para cruzar el campo de hielo con dirección a laguna San Rafael. Desde este lago de aguas color turquesa se puede observar diversos cerros pertenecientes al campo de hielo norte y una cadena de montañas con saltos de agua y ventisqueros. El acceso terrestre se realiza desde el camino austral combinando vehiculo y caballos o simplemente a pie bordeando el río Leones.